# M.U. — The Best of Jethro Tull
M.U. — The Best of Jethro Tull — збірка англійської групи Jethro Tull, який вийшов у січні 1976 року.

## Композиції
1. Teacher – 4:07
2. Aqualung – 6:34
3. Thick as a Brick Edit #1 – 3:01
4. Bungle in the Jungle – 3:34
5. Locomotive Breath – 4:23
6. Fat Man – 2:50
7. Living in the Past – 3:18
8. A Passion Play Edit #8 – 3:28
9. Skating Away (On the Thin Ice of the New Day) – 4:02
10. Rainbow Blues – 3:37
11. Nothing is Easy – 4:23

## Учасники запису
- Мартін Барр — гітара
- Ян Андерсон — вокал
- Баррімор Барлоу — барабани
- Гленн Корнік — бас-гітара
- Джон Еван — клавіші